# Melanaspis tenebricosa
Melanaspis tenebricosa är en insektsart som först beskrevs av Comstock 1881.  Melanaspis tenebricosa ingår i släktet Melanaspis och familjen pansarsköldlöss. Inga underarter finns listade i Catalogue of Life.